# Christian Yelich
Christian Stephen Yelich (Thousand Oaks, 5 dicembre 1991) è un giocatore di baseball statunitense di ruolo esterno per i Milwaukee Brewers della Major League Baseball (MLB).

## Carriera

### Gli Inizi e Minor League Baseball (MiLB)
Yelich è nato a Thousand Oaks in California e frequentò la Westlake High School nella vicina cittadina di Westlake Village. Fu scelto nel corso del primo giro (23º assoluto) del Draft MLB 2010 dai Miami Marlins, dove giocò 6 partite in Classe Rookie e altrettante in Classe A. Nel 2011 giocò per l'intera stagione in Classe A. Nel 2012 fu promosso in Classe A-avanzata. Fu promosso nuovamente nel 2013, questa volta in Doppia-A.

### Major League Baseball (MLB)
Debuttò nella MLB il 23 luglio 2013, al Coors Field di Denver contro i Colorado Rockies. L'anno successivo vinse il suo primo Guanto d'oro per le sue prestazioni a livello difensivo. Nel 2016 fu premiato con il suo primo Silver Slugger Award.
Il 25 gennaio 2018, i Marlins scambiarono Yelich con i Milwaukee Brewers per Lewis Brinson, Isan Díaz, Monte Harrison, e Jordan Yamamoto. A luglio fu convocato per il suo primo All-Star Game mentre stava battendo con 0,285, con 11 fuoricampo, 36 RBI e 11 basi rubate. Il 29 agosto batté il suo primo ciclo contro i Cincinnati Reds, terminando quella partita con sei valide. Il 2 settembre batté il suo primo grande slam, contro i Washington Nationals. Il 17 settembre, Yelich batté nuovamente un ciclo, ancora contro i Reds, 19 giorni dopo il primo. Divenne così il quinto giocatore della storia della MLB a battere due cicli nella stessa stagione e il primo nello stesso anno contro la stessa squadra. La sua stagione regolare si chiuse guidando la National League in media battuta e al secondo posto in punti battuti a casa. Il 15 novembre 2018 fu premiato come MVP della NL dopo avere ricevuto 29 voti su 30 per il primo posto.
Il 31 marzo 2019, Yelich divenne il sesto giocatore della storia della MLB a battere un fuoricampo in tutte le prime quattro partite della stagione. Il 10 settembre, Yelich batté una palla in foul colpendo il suo ginocchio sinistro, fratturandosi la rotula, terminando così in anticipo la stagione. La sua annata si chiuse con 0,329 in battuta e 44 fuoricampo.

## Nazionale
Yelich partecipò con la Nazionale Statunitense al World Baseball Classic 2017, diventandone campione.

## Palmarès

### Individuale
- MVP della National League: 1

2018
- MLB All-Star: 2

2018, 2019
- Guanti d'oro: 1

2014
- Silver Slugger Award: 3

2016, 2018, 2019
- Miglior battitore della National League per media battuta: 2

2018, 2019
- Hank Aaron Award: 1

2018
- Giocatore del mese della National League: 1

(settembre 2018)
- Giocatore della settimana della National League: 5

(29 luglio, 2 settembre e 23 settembre 2018, 31 marzo e 21 aprile 2019)

### Nazionale
- World Baseball Classic:  Medaglia d'Oro

Team USA: 2017